# Ernst-Reuter-Platz
Ernst-Reuter-Platz – plac w Berlinie, w Niemczech, w dzielnicy Charlottenburg, okręgu administracyjnym Charlottenburg-Wilmersdorf. Został wytyczony w XVIII wieku. Obecną nazwę otrzymał 3 października 1953, czyli cztery dni po śmierci burmistrza Ernsta Reutera.
Przy placu znajduje się stacja metra linii U2 Ernst-Reuter-Platz.